# Jens Peter Jacobsen
Jens Peter Jacobsen (Thisted, 7 april 1847 - aldaar, 30 april 1885), schrijvend als J.P. Jacobsen was een Deens schrijver en dichter. Hij wordt gerekend tot het naturalisme en maakte deel uit van de literaire beweging Det Moderne Gennembrud (De Moderne Doorbraak).

## Leven en werk
Jacobsen was de zoon van een welgesteld koopman. Hij studeerde biologie en kwam onder invloed van Charles Darwin, wiens Origin of Species hij vertaalde in het Deens. In 1868 publiceerde hij zijn eerste gedichtencyclus Hervert Sperring, waarin een dromer zich probeert te bevrijden van de fantasie. Persoonlijker is de cyclus En Cactus springer ud (Een cactus ontluikt) (1869), met vooral suggestieve gedichten.
In 1871 kwam Jacobsen in contact met de broers Edvard en Georg Brandes en hun literaire kring, die de geschiedenis in ging als Det Moderne Gennembrud (De Moderne Doorbraak). Door hun naturalistische invloed werd hij atheïst. Hij las veel Franse literatuur, alsook William Shakespeare. Zijn novelle Mogens uit 1872 gaat over een dromer die door desillusies tot de realiteit komt. Het trok de aandacht door zijn impressionistische schilderingen, die een stilistische vernieuwing betekenden in de Deense literatuur. Later verwierf hij bekendheid met zijn romans Fru Marie Grube (1876) en Niels Lyhne (1880), beide historische personages. De schrijver probeert een psychologische en sociologische verklaring te geven van hun ontwikkeling, die veroorzaakt wordt door aanleg en milieu. Een duidelijke invloed is herkenbaar van Gustave Flaubert, Émile Zola en Ivan Toergenjev.
Jacobsen was een realist, gegrepen door de wetenschap, maar toch ook met een romantische inslag, getuige ook zijn sterke natuurschilderingen. Hij biedt weinig troost. De meeste van zijn personages sterven, zonder dat ze het geluk vinden. Jacobsen wordt beschouwd als de grondlegger van de psychologische roman in de Deense literatuur, met een scherp oog voor details. Zijn taal is zakelijk en precies, maar tegelijkertijd gevoelig en lyrisch.
De laatste twaalf jaar van zijn leven leed Jacobsen aan tuberculose. Hij overleed in 1885, net 38 jaar oud. Zijn werk was van invloed op Thomas Mann, D.H. Lawrence en Rainer Maria Rilke.

## Bibliografie

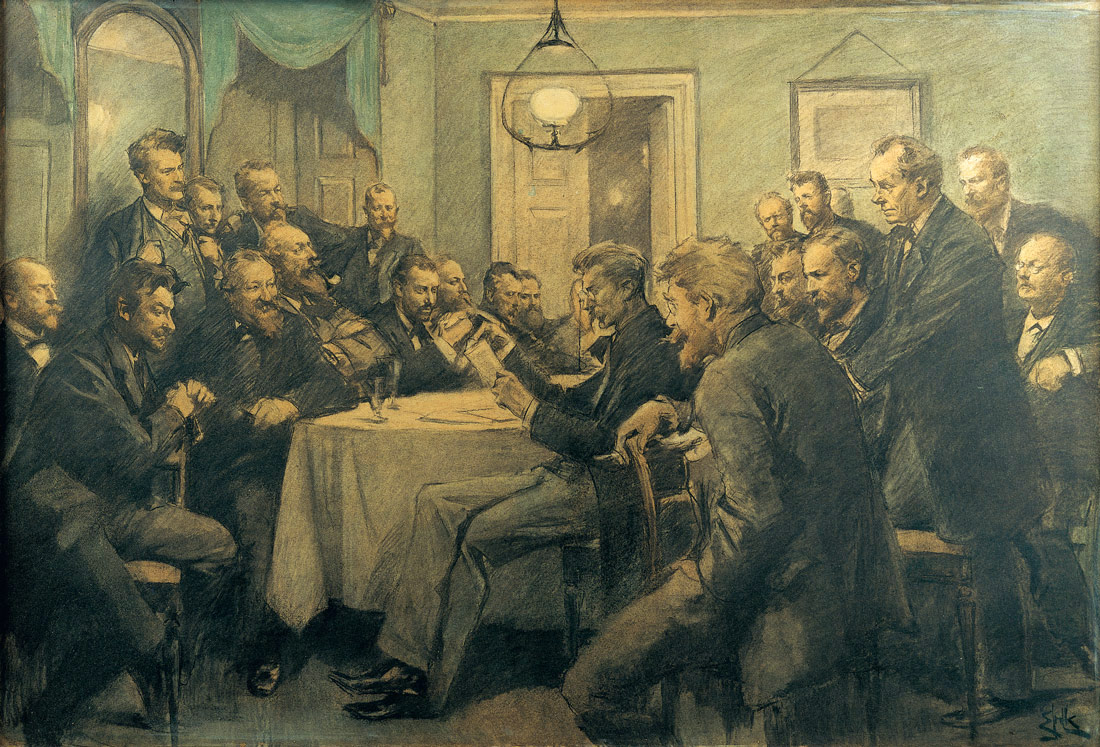
Jacobsen leest voor in de literaire kring "De Moderne Doorbraak". Zittend, tweede van links, Georg Brandes. Tekening Erik Henningsen.